# Lasioglossum admirandum
Lasioglossum admirandum (лат.) — вид одиночных пчёл рода Lasioglossum из семейства Halictidae.

## Распространение
Северная Америка: Канада, США.

## Описание
Мелкие пчёлы длиной около 5 мм. Самки от 5,0 до 6,5 мм. Голова и мезоскутум голубовато-зелёные; апикальная половина клипеуса черно-коричневая. Тегулы и ноги желтовато- и красновато-коричневые. Длина переднего крыла самок 3,97—4,45 мм. У самцов клипеус жёлтый. В переднем крыле 3 субмаргинальные ячейки. Одиночные пчёлы, гнездятся в почве. Вид был впервые описан в 1924 году под первоначальным названием Halictus admirandum, а его валидный статус подтверждён в ходе ревизии в 2010 году канадским энтомологом Джейсоном Гиббсом (Jason Gibbs, Йоркский университет, Department of Biology, Торонто, Канада) и отнесён к подроду Dialictus. Кормовые растения: Apiaceae,Asteraceae, Caprifoliaceae, Rhamnaceae, Hydrangeaceae, Rosaceae и другие.